# Flatterulme
Die Flatterulme (Ulmus laevis), in fachsprachlicher Rechtschreibung Flatter-Ulme, auch Flatterrüster oder Weißrüster genannt, ist ein Großbaum aus der Gattung der Ulmen (Ulmus) und gehört in die Familie der Ulmengewächse (Ulmaceae).
Die Flatterulme war Baum des Jahres 2019 in Deutschland. In manchen Regionen gilt ihr Bestand als rückläufig und gefährdet.

## Beschreibung

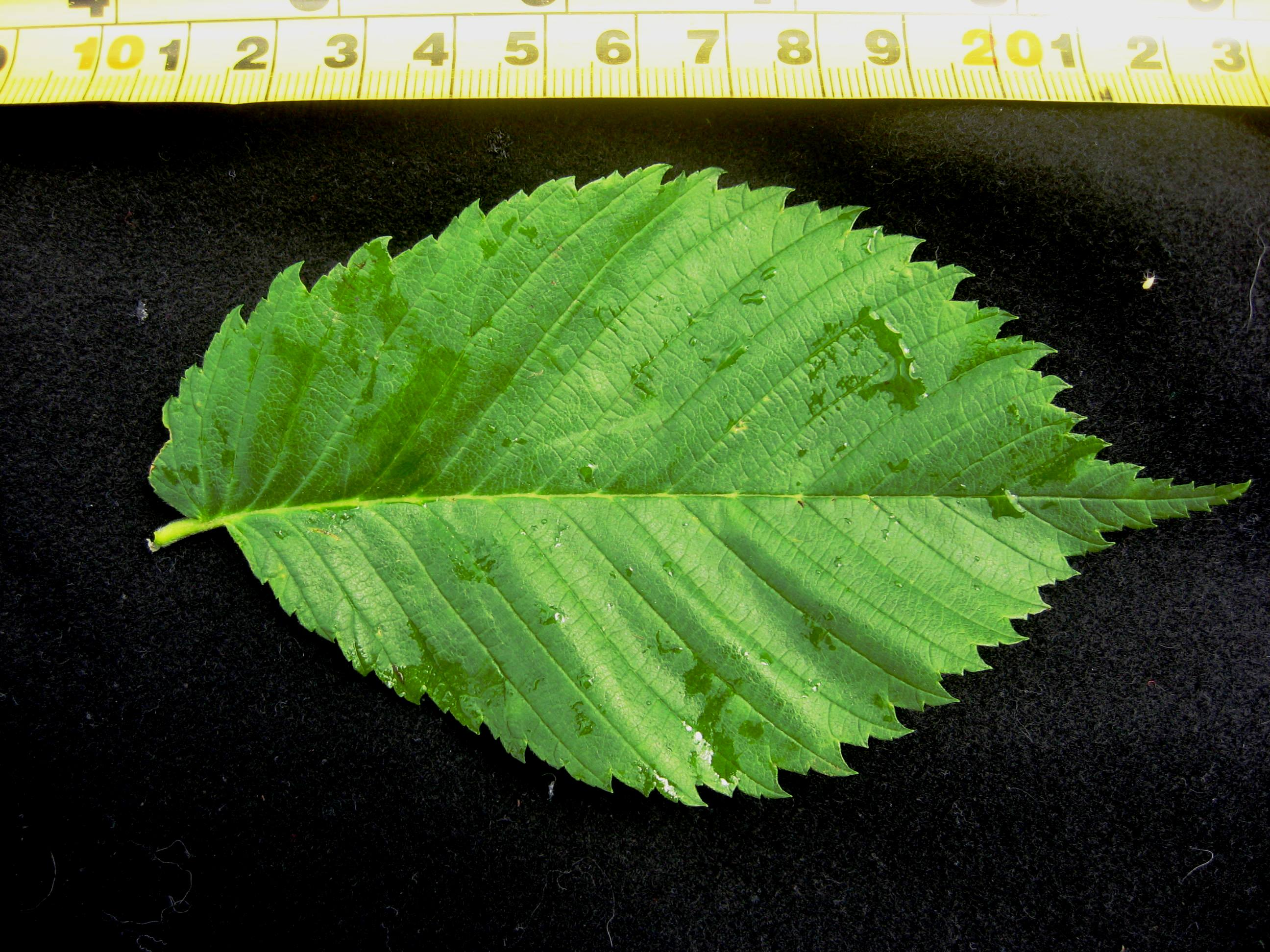
Blatt

Flatterulmen sind sommergrüne Laubbäume mit gelber Herbstfärbung. Sie werden bis 35 Meter hoch und besitzen einen weit in die Krone reichenden Stamm. Der Stammdurchmesser erreicht bis über 3 Meter. Die graubraune Borke ist längsrissig und auch schon bei jüngeren Bäumen rau mit abblätternden Schuppen. Die jungen Zweige sind grau- bis rot-braun und anfangs weich behaart. Die Flatterulme kann über 400 Jahre alt werden.
Die kurz gestielten, wechselständigen Blätter weisen, wie bei allen mitteleuropäischen Ulmenarten, einen asymmetrischen Spreitengrund auf. Diese Asymmetrie ist bei der Flatterulme oft stark ausgeprägt. Die Blätter haben eine einzelne ausgezogene Blattspitze. Im Unterschied zur Flatterulme weisen die Blätter der Bergulme häufig zwei kleinere Nebenspitzen auf. Die Blattoberseite ist dunkelgrün, meist kahl oder nur leicht behaart und im Gegensatz zur Blattoberseite der Bergulme nicht rau. Die Blattunterseite ist graugrün und dicht behaart. Der Blattrand ist doppelt gesägt, wobei die größeren Zähne stark zur Blattspitze hin gekrümmt sind. Die Laubknospen sind zweifarbig und schlank, kegelförmig spitz. Die Knospenschuppen sind hell- bis rotbraun (zimtbraun) und verfügen über einen dunklen Rand, wodurch ein charakteristisches Streifenmuster entsteht. Der Blattaustrieb ist etwa ab Mitte April.
Die unauffälligen, lang gestielten Blüten erscheinen vor dem Blattaustrieb und stehen in vielblütigen Büscheln zusammen. Auf Grund der im Gegensatz zur Feld- und Bergulme langen Blütenstiele hängen die Blüten weit über. Sie sind zwittrig und besitzen 5–8 Staubblätter mit rotvioletten Staubbeuteln und einen oberständigen Fruchtknoten mit einer weißen, filzigen, zweilappigen Narbe. Blüten werden meist erst ab einem Alter von 35 Jahren ausgebildet. Die Blütezeit ist meist von Ende März bis Anfang April. Es erfolgt hauptsächlich Windbestäubung. Die Blütenknospen sind breit und kegelförmig – anders als die mehr runden Blütenknospen der Feld- und Bergulme.
Die lang gestielten, herabhängenden, elliptischen Flügelnüsse tragen einen einzelnen, mittigen Samenkörper und sind im Gegensatz zu den kahlen Früchten der Feld- und Bergulme am Rand silbrig dicht bewimpert.
Die Flatterulme ist mit der Amerikanischen Ulme aus der gleichen Untergattung Oreoptelea näher verwandt als mit den beiden anderen mitteleuropäischen Ulmenarten Feld- und Bergulme, die beide in die Untergattung Ulmus gehören. Die Flatterulme bildet mit diesen Ulmenarten auch keine Hybride aus.
Die Chromosomenzahl der Flatterulme beträgt 2n = 28.

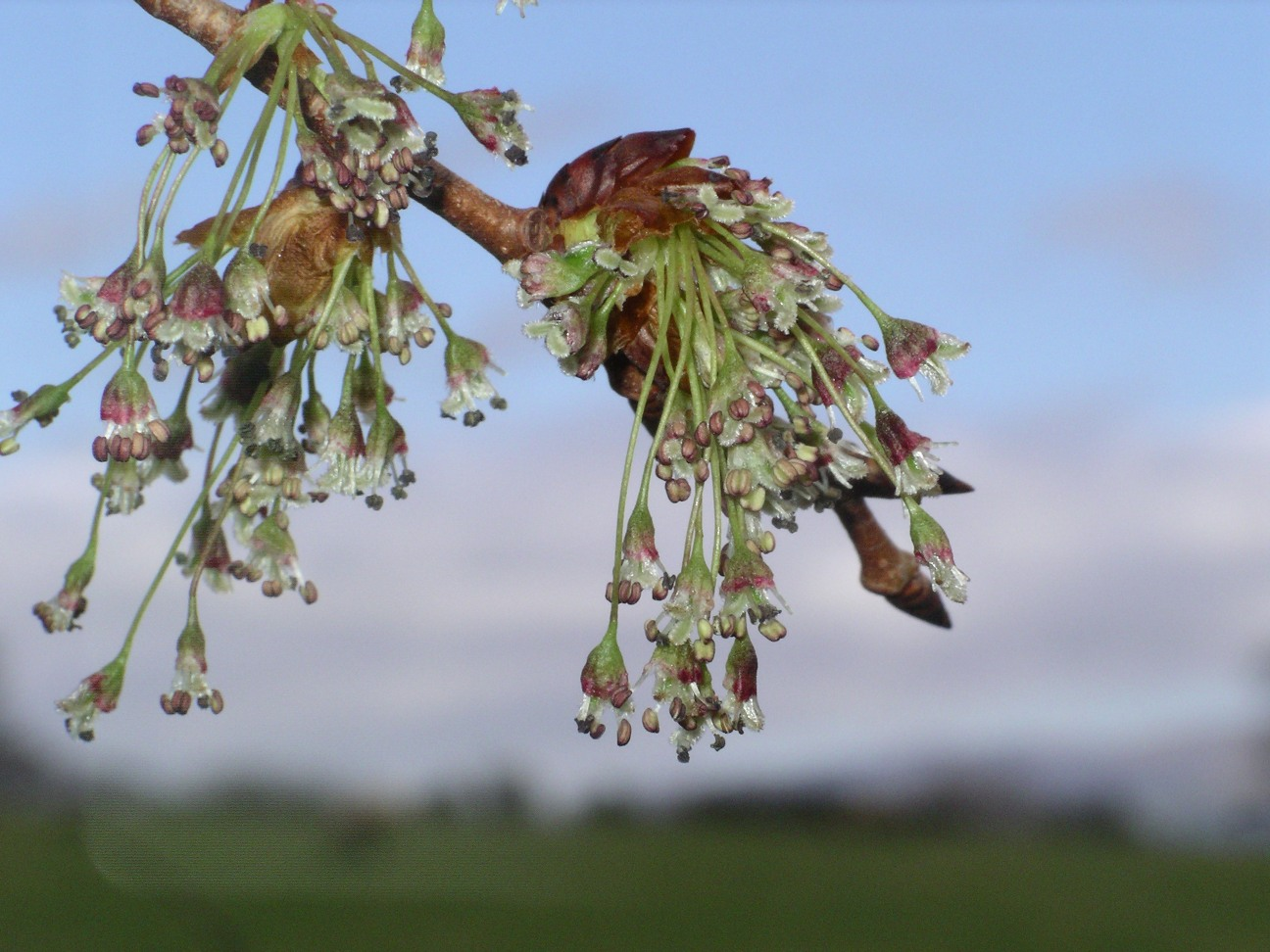
Blüten der Flatterulme
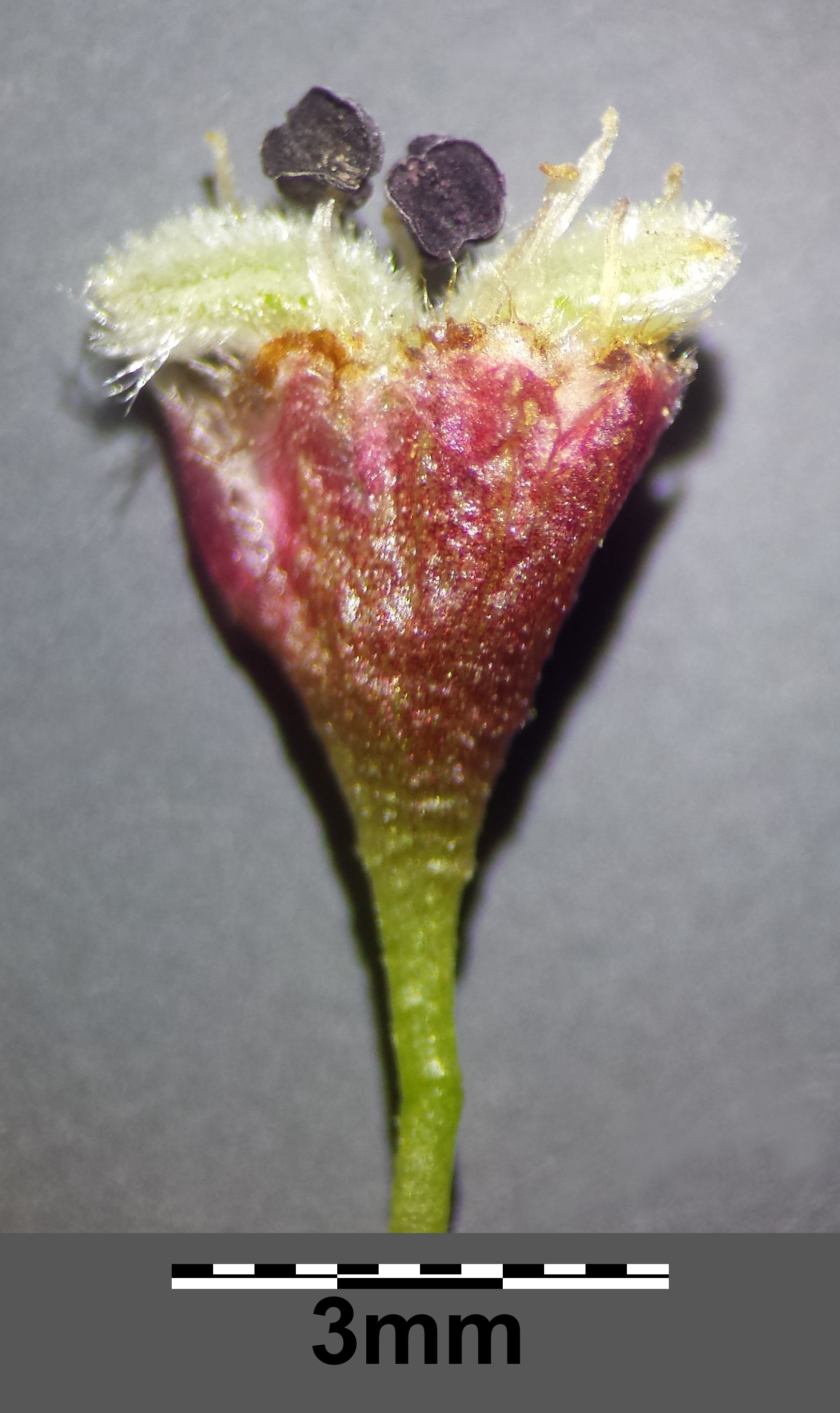
Einzelne Blüte der Flatterulme
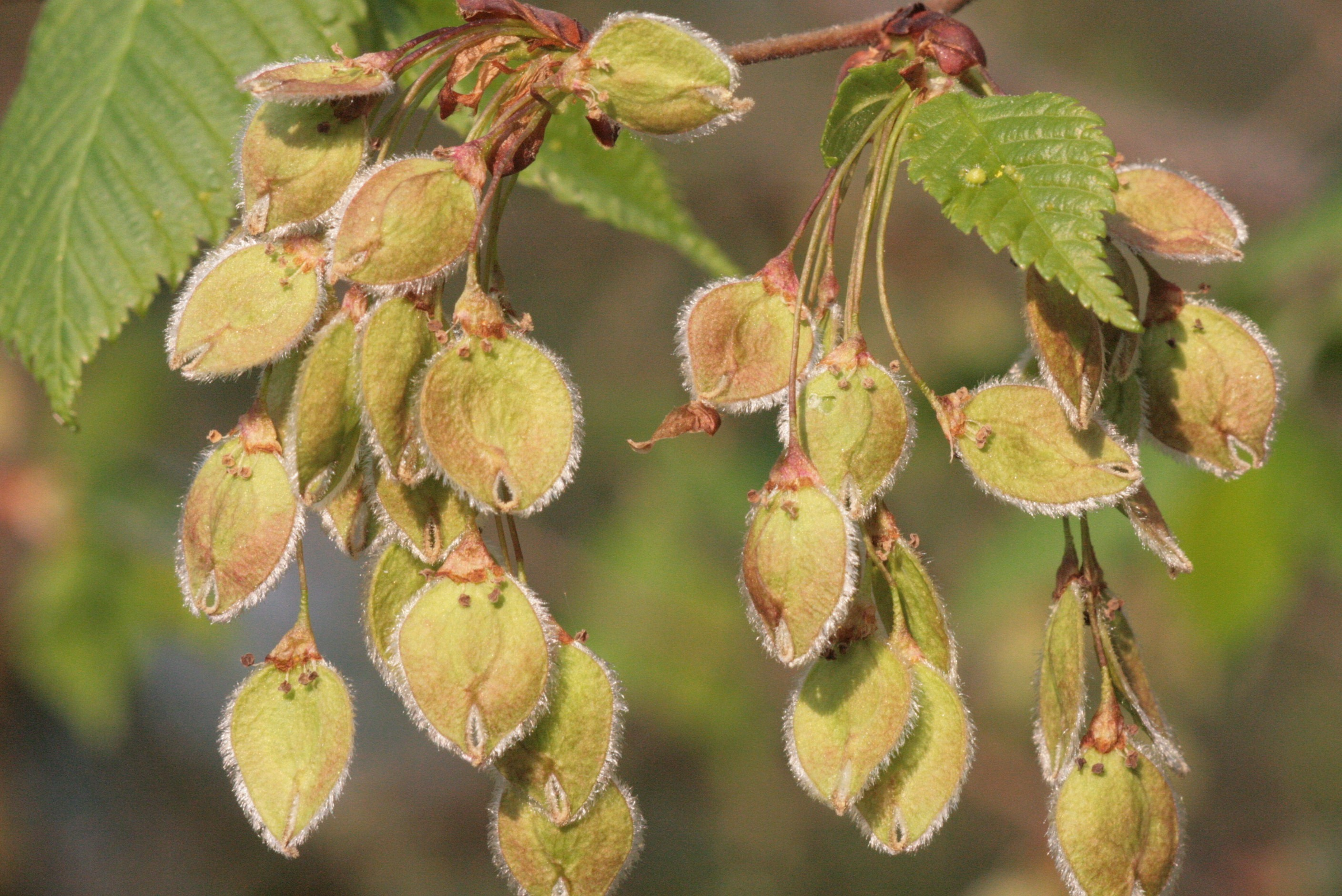
Flügelnüsse (Früchte) mit Samen der Flatterulme; man beachte die „gewimperten“ Ränder
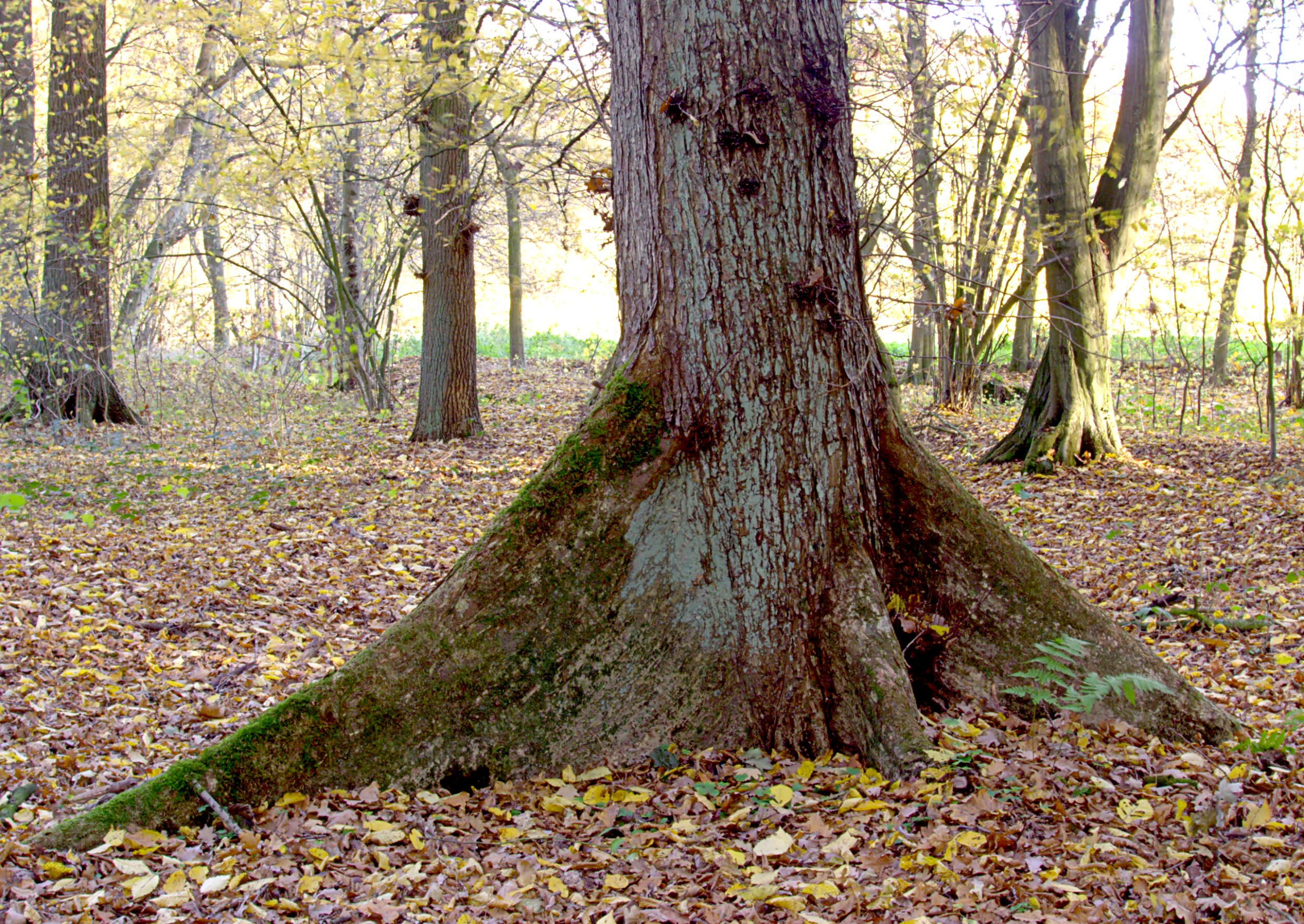
Brettwurzelartige Stammbasis der Flatterulme

## Vorkommen

Verbreitung der Flatterulme
Natürliche Verbreitung× Isolierte Populationen
▲ Eingeführte und verwilderte Vorkommen (synanthropisch)

Hauptverbreitungsgebiet ist das kontinentalere Osteuropa, d. h. die östlichen bis nordöstlichen Teile von Mitteleuropa. In Deutschland kommt die Flatterulme vorwiegend in den nordöstlichen Bundesländern sowie im südlichen Oberrheingraben vor. Sie tritt vom Tiefland bis in die Hügellandstufe von ca. 500 Höhenmetern auf. In Gebirgslagen und in den Alpen fehlt sie.
Flatterulmen kommen vor allem gewässerbegleitend, in Auwäldern, auf Grundwasserböden und in feuchten Mischwäldern vor. Sie vertragen Überflutungen von mehr als 100 Tagen im Jahr. Eine Anpassung auf diese besonderen Bodenverhältnisse stellen Brettwurzeln dar, die sie mitunter ausbilden können. Diese spezielle Ausprägung der Stammbasis, die eher für tropische Baumarten typisch ist, stellt für eine heimische Baumart ein einzigartiges Merkmal dar. Die Flatterulme ist in Mitteleuropa eine Charakterart des Pflanzenverbands Erlen-Eschen-Auwald („Alno-Ulmion“) und kommt besonders oft im Traubenkirschen-Eschenwald („Pruno-Fraxinetum“) vor.

## Ökologie
Die Flatterulme dient den folgenden Schmetterlingsarten als Raupen-Futterpflanze: Streckfuß (Calliteara pudibunda), Rotbraune Ulmeneule (Cosmia affinis), Großer Fuchs (Nymphalis polychloros), C-Falter (Polygonia c-album) und Ulmen-Zipfelfalter (Satyrium w-album).
Unter dem Aspekt des Artenschutzes kommt der Flatterulme eine besondere Bedeutung zu. Sie stellt für bestimmte Arten, so für den Ulmenblattfloh (Psylla ulmi), den einzigen Lebensraum dar.

## Gefährdung, Ulmensterben
Die Flatterulme wurde 2017 in die Rote Liste gefährdeter Arten der IUCN aufgenommen, die Datenlage gilt dabei aber noch als unklar. Trotz ihres relativ großen Verbreitungsgebiets handelt es sich um eine seltenere Art mit zurückgehender Population. Der Grund für den Rückgang liegt unter anderem in einem Verlust von geeigneten Lebensräumen. Regional wird die Baumart bereits als gefährdet eingestuft.
Vom Ulmensterben ist die Flatterulme zumindest deutlich weniger betroffen als andere Ulmenarten. Der Große Ulmensplintkäfer (Scolytus scolytus) und der Kleine Ulmensplintkäfer (Scolytus multistriatus), die die hauptsächlichen Überträger des Ulmensterbens sind, fliegen die Flatterulme aufgrund von Rindeninhaltsstoffen seltener an. Gegen den Schlauchpilz Ophiostoma novo-ulmi verfügt sie über unvollständige Resistenz.

## Nutzung
Das schön gezeichnete Holz der Flatterulmen weist im Verhältnis zur Feld- und Bergulme eine höhere Zähigkeit auf. Das Holz ist in einen breiten, hellen, weißlich gelben Splintholzbereich und in einen dunkleren, grau- bräunlich-gelben Kernholzbereich gegliedert. Das Holz der Flatterulme wird im Gegensatz zum Holz der anderen europäischen Ulmenarten auf Grund seiner schwierigen Bearbeitbarkeit anscheinend nicht sonderlich geschätzt.
Auf Grund ihres raschen Wachstums, ihres Zierwerts und ihrer Widerstandsfähigkeit gegenüber Erdverdichtung, Streusalz und Luftverschmutzung wurden Flatterulmen lange Zeit in Städten und an Straßenrändern gepflanzt.

## Weitere Illustrationen

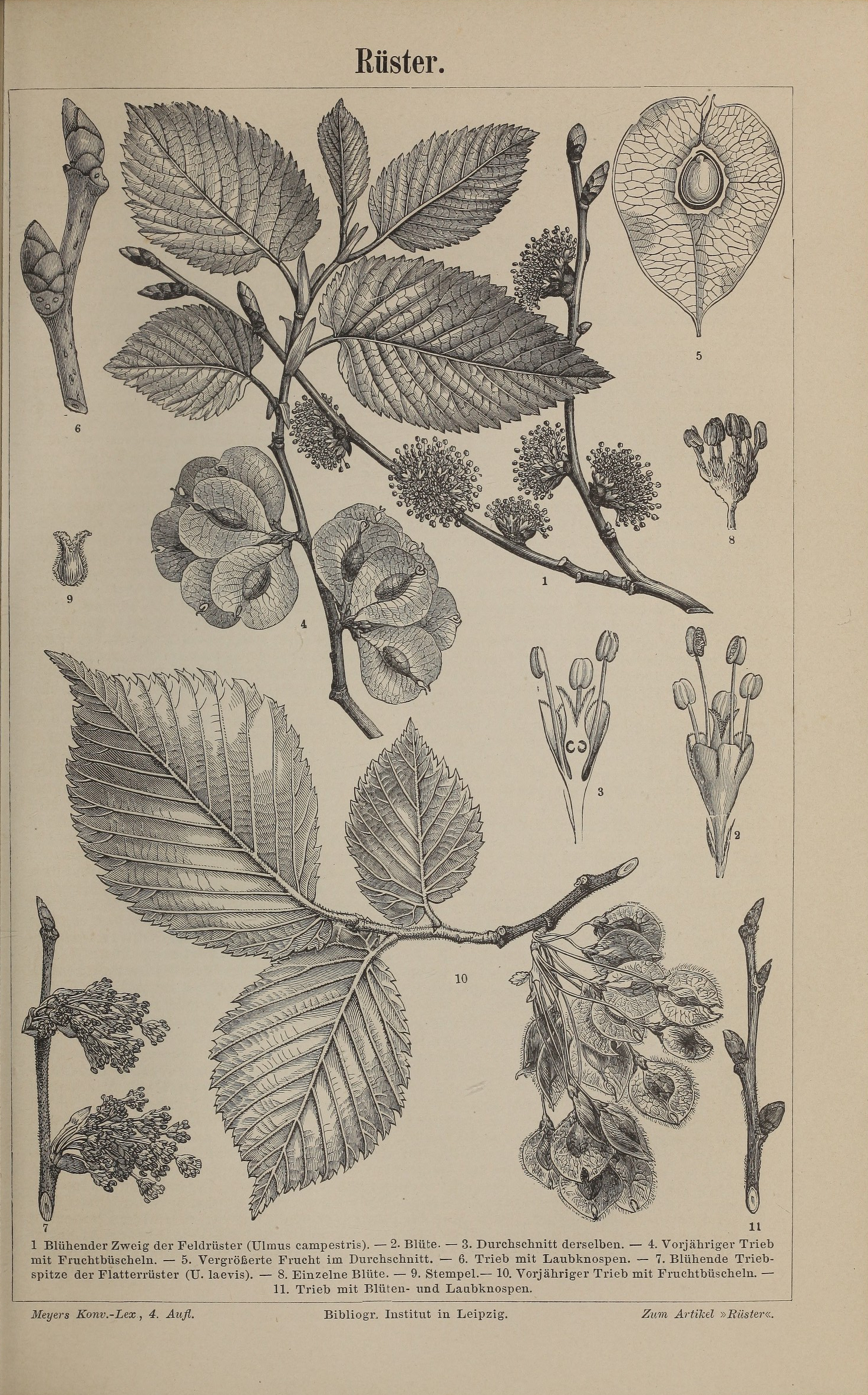
Gegenüberstellung von Flatterulme (unten) und Feldulme (oben) aus Meyers Konversationslexikon, vol. 14, 1885 bis 1890
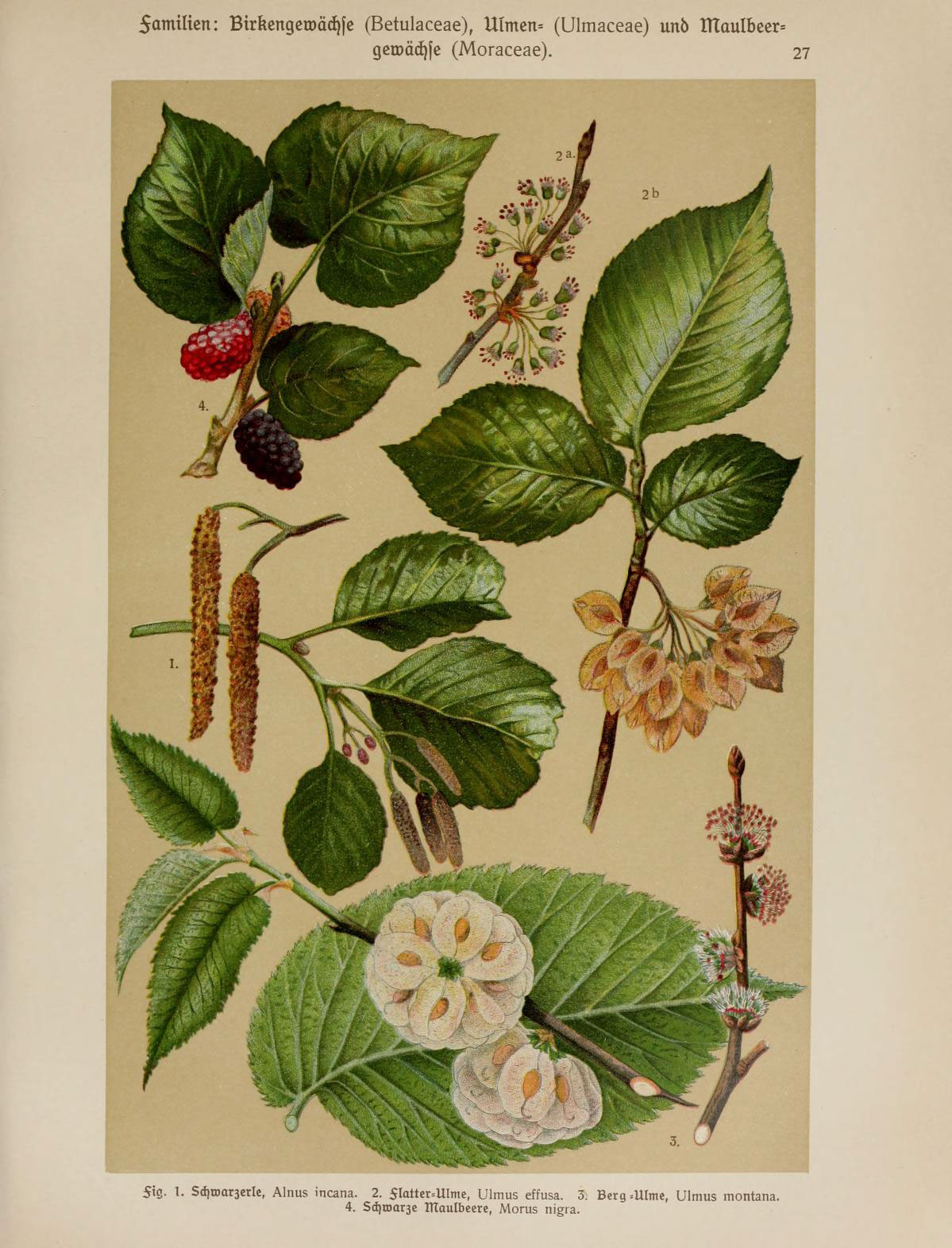
Gegenüberstellung von Flatterulme (oben rechts) und Bergulme (unten) aus Hoffmann-Dennert, Botanischer Bilderatlas, nach dem natürlichen Pflanzensystem, 1911